# Чемпионат мира по стрельбе 1908
Чемпионат мира по стрельбе 1908 года прошёл в Вене (Австрия).

## Общий медальный зачёт
| Место | Страна    | Золото | Серебро | Бронза | Всего |
| ----- | --------- | ------ | ------- | ------ | ----- |
| 1     | Италия    | 2      | 2       | 0      | 4     |
| 2     | Бельгия   | 2      | 1       | 2      | 5     |
| 3     | Швейцария | 1      | 2       | 1      | 4     |
| 4     | Германия  | 1      | 0       | 0      | 1     |
| 4     | Дания     | 1      | 0       | 0      | 1     |
| 5     | Франция   | 0      | 2       | 3      | 5     |
| 6     | Венгрия   | 0      | 0       | 1      | 1     |

## Медалисты
| Дисциплина                                    | Золото | Серебро                                                                                              | Бронза                                                                                 |
| --------------------------------------------- | --- | --- | -------------------------------------------------------------------------------------- |
| Винтовка с трёх позиций, 300 метров           | Шарль Помье дю Верже                                                                                          | Ян Райх                                                                                              | Пауль ван Асбрук                                                                       |
| Винтовка с трёх позиций, 300 метров (команды) | Швейцария · Луи Ришарде · Ян Райх · Марсель Мейер де Штадельхофен · Каспар Видмер · Конрад Штеели             | Италия · Даниэле Боничелли · Аттилио Конти · Раффаэле Фраска · Карло Панца · Риккардо Тикки          | Франция · Андре Анжелини · Альбер Куркен · Леон Жонсон · Андре Парментье · Ахилл Парош |
| Винтовка лёжа, 300 метров                     | Раффаэле Фраска                                                                                               | Андре Парментье                                                                                      | Ахилл Парош                                                                            |
| Винтовка с колена, 300 метров                 | Шарль Помье дю Верже                                                                                          | Ян Райх                                                                                              | Каспар Видмер                                                                          |
| Винтовка стоя, 300 метров                     | Ларс Мадсен                                                                                                   | Альбер Куркен                                                                                        | Пауль ван Асбрук                                                                       |
| Произвольный пистолет, 50 метров              | Рихард Фишер                                                                                                  | Кристофоро Буттафава                                                                                 | Агостон Дитль                                                                          |
| Произвольный пистолет, 50 метров (команды)    | Италия · Кристофоро Буттафава · Даниэле Боничелли · Джан Галеаццо Кантони · Раффаэле Фраска · Авентино Ригини | Бельгия · Жюльен ван Асбрук · Пауль ван Асбрук · Режинал Сторм · Шарль Помье дю Верже · Виктор Робер | Франция · Андре Барбилль · Андре де Кастельбайак · Андре Рего · Дювуа · Леон Моро      |